# Ошан (Ајова)
Ошан (енгл. Ossian) град је у америчкој савезној држави Ајова. По попису становништва из 2010. у њему је живело 845 становника.

## Демографија
Према попису становништва из 2010. у граду је живело 845 становника, што је -8 (-0.9%) становника више него 2000. године.
| Група             | 2000.       | 2010.       |
| Белци             | 847 (99,3%) | 812 (96,1%) |
| Афроамериканци    | 1 (0,1%)    | 0 (0,0%)    |
| Азијати           | 0 (0,0%)    | 2 (0,2%)    |
| Хиспаноамериканци | 3 (0,4%)    | 28 (3,3%)   |
| Укупно            | 853         | 845         |